# Ernst Kaufmann
Ernst Kaufmann (Bellikon, 9 de junio de 1895-Bellikon, 20 de diciembre de 1943) fue un deportista suizo que compitió en ciclismo en las modalidades de pista y ruta. Ganó siete medallas en el Campeonato Mundial de Ciclismo en Pista entre los años 1920 y 1929.

## Medallero internacional
| Campeonato Mundial | Campeonato Mundial       | Campeonato Mundial | Campeonato Mundial       |
| Año                | Lugar                    | Medalla            | Competición              |
| ------------------ | ------------------------ | ------------------ | ------------------------ |
| 1920               | Amberes (Bélgica)        | Medalla de plata   | Velocidad individual (P) |
| 1923               | Zúrich (Suiza)           | Medalla de bronce  | Velocidad individual (P) |
| 1924               | París (Francia)          | Medalla de plata   | Velocidad individual (P) |
| 1925               | Ámsterdam (Países Bajos) | Medalla de oro     | Velocidad individual (P) |
| 1927               | Colonia (Alemania)       | Medalla de plata   | Velocidad individual (P) |
| 1928               | Budapest (Hungría)       | Medalla de bronce  | Velocidad individual (P) |
| 1929               | Zúrich (Suiza)           | Medalla de bronce  | Velocidad individual (P) |

## Palmarés

### Ruta
- 1917
  - Campeón de Suiza en ruta
- 1918
  - Campeón de Suiza en ruta

### Pista
- 1912
  - Campeón de Suiza de Velocidad amateur
- 1913
  - Campeón de Suiza de Velocidad amateur
- 1914
  - Campeón de Suiza de Velocidad amateur
- 1915
  - Campeón de Suiza de Velocidad amateur
- 1916
  - Campeón de Suiza de Velocidad amateur
- 1917
  - Campeón de Suiza de Velocidad
- 1918
  - Campeón de Suiza de Velocidad
- 1919
  - Campeón de Suiza de Velocidad
- 1920
  - Campeón de Suiza de Velocidad
- 1921
  - Campeón de Suiza de Velocidad
- 1921
  - Campeón de Suiza de Velocidad
- 1922
  - Campeón de Suiza de Velocidad
- 1923
  - Campeón de Suiza de Velocidad 
  - 1.º en el Gran Premio de París
- 1924
  - Campeón de Suiza de Velocidad
- 1925
  - Campeón del mundo de velocidad 
  - Campeón de Suiza de Velocidad
- 1927
  - Campeón de Suiza de Velocidad 
  - 1.º en el Gran Premio de París
- 1928
  - Campeón de Suiza de Velocidad
- 1929
  - Campeón de Suiza de Velocidad
- 1930
  - Campeón de Suiza de Velocidad
- 1940
  - Campeón de Suiza de Velocidad
- 1941
  - Campeón de Suiza de Velocidad
- 1942
  - Campeón de Suiza de Velocidad
- 1943
  - Campeón de Suiza de Velocidad